# Isabella Stewart Gardner
Isabella Stewart Gardner (New York, 14 aprile 1840 – Boston, 17 luglio 1924) è stata una collezionista d'arte e mecenate statunitense, nota per la fondazione dell'Isabella Stewart Gardner Museum di Boston.

## Biografia

### Infanzia e istruzione
Isabella Stewart Gardner era la prima figlia del nobile scozzese-americano David Stewart e Adelia Smith latifondista di Old Ferry, Brooklyn. La fortuna della famiglia Stewart proveniva nel possedere un'attività mineraria e di ferro in Pennsylvania.
Isabella chiamata "Belle" trascorse la sua infanzia insieme ai suoi due fratelli e la sorella Adelia tra la società della vecchia New York, nei pressi di Washington Square Park  frequentando le scuole private del quartiere benestante. La giovinezza di Belle fu segnata dalla morte di sua sorella minore Adelia a soli undici anni.
Nella metà degli anni 1850 gli Stewart decisero di trasferirsi a Parigi dove Isabella frequentò una scuola di perfezionamento facendo conoscenza con altre famiglie americane che si erano trasferite, compresa la famiglia Gardner di Boston con le loro due figlie.

### Matrimonio
Isabella durante una visita a Boston nel 1859 attirò l'attenzione del ventunenne John Lowell Gardner chiamato Jack, nonché fratello maggiore della sua compagna di classe Julia Gardner.
Jack, che aveva deciso di abbandonare l'Havard College per entrare nell'azienda di famiglia, si innamorò della giovane Steward e dopo un breve fidanzamento i due si sposarono il 10 aprile 1860 alla Grace Church di New York. I novelli sposi iniziarono la loro vita in una casa di cinque piani nel prestigioso ed elegante quartiere Back Bay di Boston dove vissero per circa quarant'anni.
Lo scoppio della Guerra di secessione americana (1861-1865) condizionò i primi anni di matrimonio. Inoltre nel 1865 la giovane sposa fu colpita dalla morte prematura del primogenito John Lowell Gardner III a causa di una polmonite.

### Viaggi e collezione
Isabella e John salparono per l'Europa per la prima volta nella primavera del 1867, passando per Mosca e Parigi dove si stabilirono per diverso tempo e rientrando a Boston l'anno successivo (1868). È durante i viaggi che la signora Gardner alimentò la sua passione per le opere culturali. Successivamente nel 1873 acquistò da alcuni commercianti di Boston il suo primo dipinto che raffigurava un paesaggio naturale con alcune pecore sotto un albero, un'opera del ritrattista Jacques-Émile Blanche.
L'anno seguente i coniugi Gardner, che erano appena tornati da un lungo viaggio in Egitto e nel Medio Oriente (1874-75), assistettero alla morte di Joseph Gardner (fratello di John) e adottarono i loro tre nipoti oramai orfani. Isabella si interessò molto alla loro istruzione e decise di frequentare le lezioni tenute dall'insegnante e critico d'arte Charles Eliot Norton. Costui la convinse a collezionare libri rari, difatti acquistò una serie di volume della Divina Commedia di Dante Alighieri.

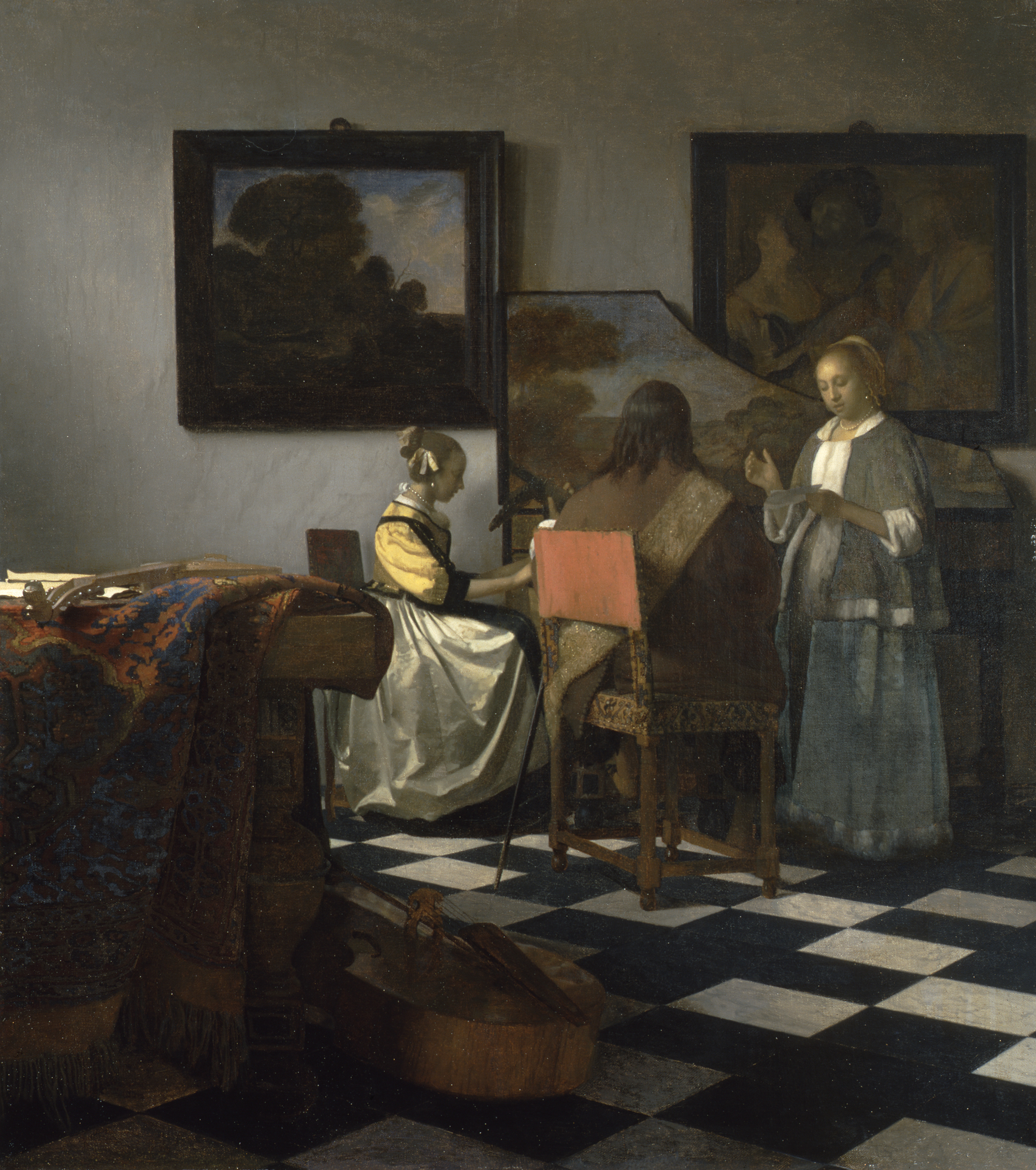
Il concerto di Johannes Vermeer (1664)

Insieme a suo marito, Belle decise non solo di ospitare nella propria abitazione salotti letterati e recital di concerti ma anche di acquistare nel 1880 un appartamento a loro adiacente per costruire una grande sala da musica e dedicare il resto dello spazio ad una crescente collezione di arte e oggetti decorativi.
Le prime opere della collezione dei Gardner furono accumulate soprattutto durante i loro viaggi in Europa. Nel 1891 iniziò a concentrarsi sulle belle arti europee dopo aver ereditato 1,75 milioni di dollari da suo padre.
Una delle sue prime acquisizioni fu Il concerto di Vermeer (c. 1664), acquistato in una casa d'aste di Parigi nel 1892. 
I Gardner iniziarono a collezionare alla fine degli anni '90 dell'Ottocento, costruendo rapidamente una collezione di livello mondiale principalmente di dipinti e sculture, ma anche arazzi, fotografie, argento, ceramiche e manoscritti ed elementi architettonici come porte, vetrate e mensole.

### Amicizie nel mondo artistico
I Gardner fecero un viaggio intorno al mondo nel 1883-84 giungendo alle antiche civiltà asiatiche dove acquistarono molti oggetti di valore. Nello stesso anno visitarono per la prima volta Palazzo Barbaro a San Vidal, un palazzo veneziano di proprietà dei bostoniani Daniel e Ariana Curtis.
Il palazzo divenne il luogo di ritrovo per un gruppo di espatriati americani e lì la famiglia Gardner fece conoscenza con i principali esponenti culturali dell'epoca: il pittore statunitense James Abbott McNeill Whistler, il romanziere Henry James che immortalò Isabella nel suo romanzo Le ali della colomba del 1902, il romanziere all'epoca giovane promettente Francis Marion Crawford ed infine il famoso ritrattista John Singer Sargent che la dipinse nel 1888; l'opera però fu ritirata da suo marito e mai più esposta durante la sua vita, a causa dei troppi pettegolezzi sul suo conto.
Nel 1886 la signora Gardner aiutò lo studente Bernard Berenson permettendogli di partire per Firenze nel 1887 ed intraprendere la carriera letteraria, ma il giovane ben presto scoprì di esser appassionato per l'arte rinascimentale italiana. Bernard divenne così il principale consulente artistico di Isabella, aiutandola nelle scelte di acquisti per molti dei capolavori da collezionare.

### La creazione del museo
Isabella restò vedova il 10 dicembre 1898; il marito le aveva lasciato in eredità una proprietà di circa 3,6 milioni di dollari e nel testamento stabiliva l'intenzione di trasformare la loro collezione in un unico museo. Per questo motivo Isabella acquistò terreni a Fenway e Worthington Street e poco tempo dopo assunse un architetto ed alcuni anziani artigiani italiani per progettare un palazzo in stile veneziano che avrebbe avuto la duplice funzione di casa e museo, con il nome di "Ferway Court" e solo nel 1900 assunse in nome di Isabella Stewart-Gardner Museum aperto solo quattro giorni in soli tre mesi all'anno.

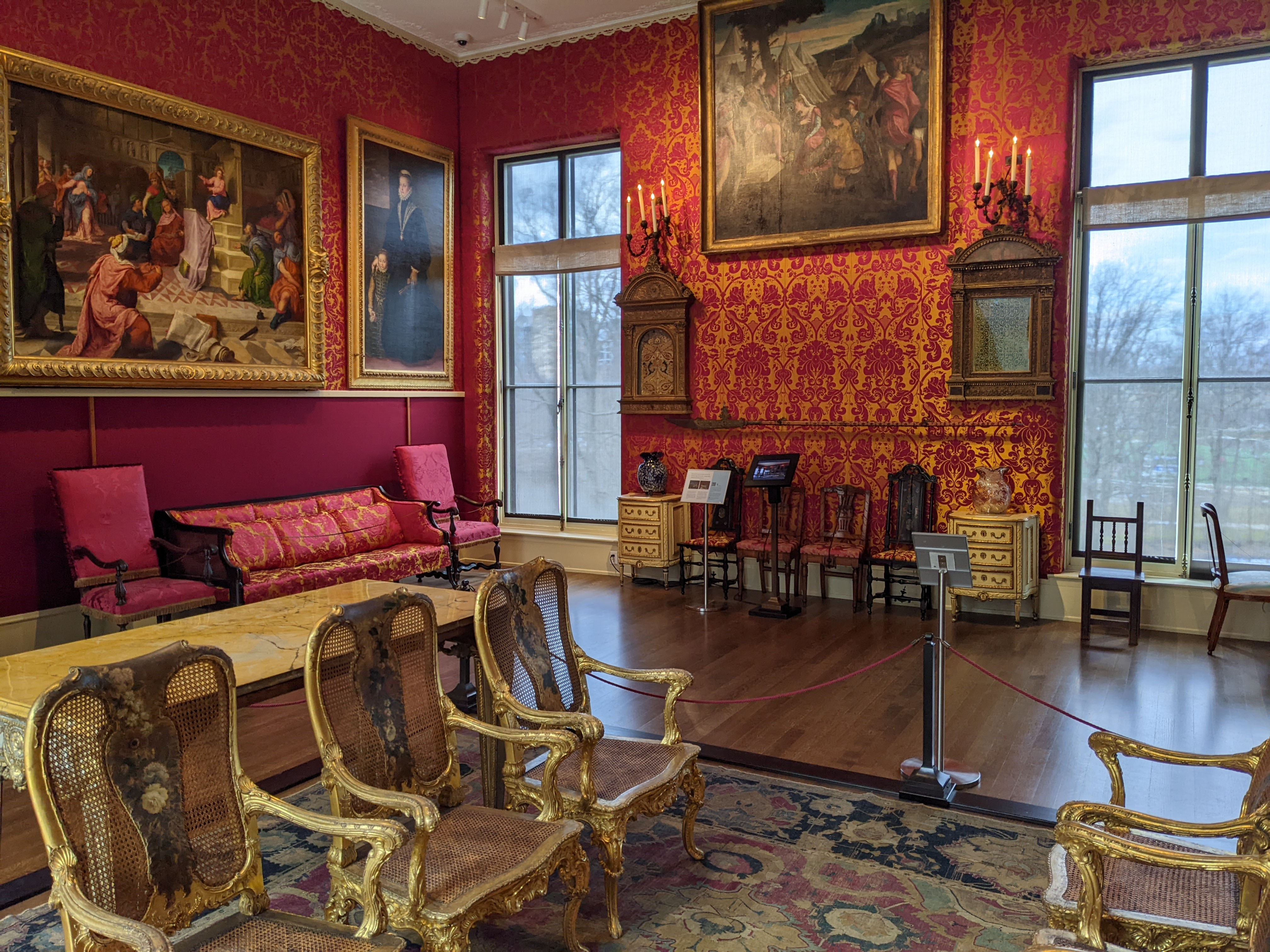
Sala Tiziano, Isabella Stewart-Gardner Museum

La collezione Gardner comprende opere di alcuni degli artisti più importanti d'Europa, come la Madonna col Bambino e l'angelo di Botticelli, il Ratto d'Europa di Tiziano, la Dormizione e l'Assunzione della Vergine di Beato Angelico e Il re Filippo IV di Spagna di Diego Velázquez. Ha acquistato parte della sua collezione da sola, ma spesso ha chiesto a colleghi maschi, come il suo socio in affari, di acquistare per suo conto poiché era raro che le donne partecipassero alle collezioni d'arte.

### Morte e testamento
Il 17 luglio 1924 Isabella Steward Gardner morì a Boston. all'età di 84 anni, per un attacco di cuore.
Nel suo testamento ha lasciato diverse direttive per gestire la sua dimora considerata "un museo per l'educazione e il divertimento del pubblico",  vietando qualsiasi modifica degli interni, l'acquisto o l'aggiunta di nuove opere, e di rimodernare le finestre.
Nonostante le direttive e le aperture limitate del museo, dal 1903 i furti aumentarono vertiginosamente fino al 1990 quando furono rubate circa 13 opere, che sono rimaste disperse per tutto il decennio successivo.